# Rekordní řeč Coryho Bookera
Rekordní řeč Coryho Bookera byla událost z 31. března a 1. dubna 2025, kdy Cory Booker (* 1969), demokratický senátor Spojených států amerických z New Jersey, zahájil protestní projev, který kritizoval kroky druhé vlády Donalda Trumpa během jeho druhého prezidentství. Řeč začala v 19:00 a trvala do 20:06 následujícího dne, tedy 25 hodin a 6 minut. Tím se stala nejdelší řečí v historii Senátu Spojených států amerických, když překonala 67 let starý rekord Stroma Thurmonda.
Projev se mj. soustředil na kritiku Úřadu pro efektivitu vlády a jeho vedení v čele s Elonem Muskem.